# Arena (álbum)
Arena é o primeiro álbum gravado ao vivo do grupo Duran Duran, lançado originalmente em 1984.
| Críticas profissionais                                                      | Críticas profissionais |
| Avaliações da crítica                                                       | Avaliações da crítica  |
| Fonte                                                                       | Avaliação              |
| --------------------------------------------------------------------------- | ---------------------- |
| allmusic                                                                    | [ 1 ]                  |
| Esta tabela precisa de ser acompanhada por texto em prosa. Consulte o guia. |                        |

## Faixas
Todas as canções foram compostas e escritas por Duran Duran.

### Lançamento em 1984
1. "Is There Something I Should Know?"  – 4:34
2. "Hungry Like The Wolf"  – 4:01
3. "New Religion"  – 5:37
4. "Save A Prayer"  – 6:12
5. "The Wild Boys"  – 4:18
6. "The Seventh Stranger"  – 5:05
7. "The Chauffeur"  – 5:23
8. "The Union Of The Snake"  – 4:09
9. "Planet Earth"  – 4:31
10. "Careless Memories"  – 4:07

### Relançamento em 2004
1. "Is There Something I Should Know?"  – 4:34
2. "Hungry Like The Wolf"  – 4:01
3. "New Religion"  – 5:37
4. "Save A Prayer"  – 6:12
5. "The Wild Boys"  – 4:18
6. "The Seventh Stranger"  – 5:05
7. "The Chauffeur"  – 5:23
8. "The Union Of The Snake"  – 4:09
9. "Planet Earth"  – 4:31
10. "Careless Memories"  – 4:07
11. "Girls On Film"  – 5:59
12. "Rio"  – 5:55

### Live As The Lights Go Down
1. "Is There Something I Should Know?"
2. "Hungry Like the Wolf"
3. "Union of the Snake"
4. "New Religion"
5. "Save a Prayer"
6. "Rio"
7. "The Reflex"
8. "The Seventh Stranger"
9. "The Chauffeur"
10. "Planet Earth"
11. "Careless Memories"
12. "Girls On Film"

## Singles
- "The Wild Boys" (Outubro de 1984)
- "Save A Prayer (Live from the Arena)" (Janeiro de 1985)

## Paradas
Álbum
| Ano  | Parada musical | Posição |
| ---- | -------------- | ------- |
| 1984 | Billboard 200  | 4       |
| 1984 | UK Albums      | 6       |

## Duran Duran
- Simon Le Bon - vocal
- Nick Rhodes - teclado
- John Taylor - baixo
- Roger Taylor - bateria
- Andy Taylor - guitarra